# Kashiwado Tsuyoshi
Kashiwado Tsuyoshi (jap. 柏戸 剛; * 29. November 1938 in Yamazoe, Landkreis Higashitagawa (heute: Tsuruoka), Präfektur Yamagata als Togashi Tsuyoshi (富樫 剛); † 8. Dezember 1996) war ein japanischer Sumōringer und der 47. Yokozuna. In den 1960ern war er der wichtigste sportliche Rivale des damals erfolgreichsten Ringers Taihō.
Noch unter dem Namen Togashi begann er seine Profilaufbahn 1954 im Alter von 15 Jahren. Es folgten schnelle Aufstiege, bei seinem Turniersieg  in der Makushita-Division war er der jüngste Titelgewinner in der Geschichte dieser Liga. Schon im März 1958 gewann er die Meisterschaft in der Jūryō-Division, und im September des Jahres stand sein Name erstmals in der Rangliste der Makuuchi-Division, der höchsten Klasse im japanischen Profisumō.
Im März 1959 nahm Togashi den Kampfnamen Kashiwado an, ein Shikona, der mindestens seit dem 18. Jahrhundert von Sumōringern verwendet wird. Mit einem 13-2-Resultat schaffte er den Sprung in die vorderen Maegashira-Ränge, ein weiteres gutes (12-3) Ergebnis im September verschaffte ihm erstmals einen Rang als Komusubi.
Von 1960 bis Mitte 1961 trat Kashiwado sehr sicher gegen Spitzenkämpfer der Liga an. Die höchstrangigen Ringer seiner Zeit, die Yokozuna Wakanohana I. und Asashio III., besiegte er beide mehrfach. Beim Nagoya-basho im Juli 1960 konnte er sich sogar, abgesehen vom Sekiwake Wakamisugi, gegen sämtliche Ringer der Sanyaku-Ränge durchsetzen. Dies brachte Kashiwado den Aufstieg zum Ōzeki.
Daneben hatte Kashiwado eine Reihe von Sonderpreisen erhalten, sein erster Titelgewinn in der Makuuchi blieb allerdings zunächst aus. Im Januar 1961 – Taiho wurde mittlerweile ebenfalls zum Ōzeki befördert – konnte Kashiwado mit einem 13-2 den Sieg auf dem Hatsu-Basho davontragen. Ein Anschlusserfolg blieb zwar aus; da seine Leistung jedoch konstant hoch blieb, genügte sein Sieg-Niederlagen-Verhältnis den Verantwortlichen, um ihn im September 1961 gleichzeitig mit Taiho zum Yokozuna zu ernennen.
Während sein Konkurrent, mit dem ihn ein Freundschaftsverhältnis verband, nun etwa die Hälfte aller Turniere für sich entschied, blieb Kashiwado ein weiterer Triumph trotz guter Ergebnisse vorerst versagt. Er lieferte seinem Erzrivalen jedoch technisch hochwertige Duelle und ging insbesondere in der zweiten Hälfte der Dekade durchaus auch als Sieger daraus hervor.
Zuvor offenbarte sich jedoch Kashiwados Anfälligkeit für Verletzungen, die ihn immer wieder zu Pausen zwang und der ihm den zweifelhaften Ruf eines „gläsernen Yokozuna“ einbrachte: Die ersten vier Turniere des Jahres 1963 verpasste er fast vollständig, allein im Märzturnier trat er an, aber nur um nach fünf Begegnungen mit Ellenbogen- und Schulterverletzungen wieder auszuscheiden. Sein furioses Comeback mit einem unbesiegten zweiten Yusho im September gegen den ebenfalls bis zu diesem Kampf unbesiegten Taiho entzog danach allen Spekulationen über einen frühen Rücktritt den Boden. Aber auch vom Sommer 1964 bis zum Frühjahr 1965 konnte der mittlerweile an Diabetes erkrankte Kashiwado kaum antreten und bestritt in dieser Zeit nur zwölf Kämpfe.
Auf die Zeiten der Abwesenheit folgten stets glänzende Turniere und weitere Titelgewinne wie im September 1965, oder, nach einem weiteren Aussetzen, im Januar 1966. Letztgenannter Erfolg entstand allerdings auf einem Turnier, bei dem diesmal Taiho sowie der Yokozuna Tochinoumi abwesend waren und somit von allen amtierenden Großmeistern nur Kashiwado und Sadanoyama überhaupt antraten.
Doch in der Konkurrenz mit diesen Ringern erzielte Kashiwado noch bis zu seinem fünften und letzten Turniersieg im Juli 1967 in Nagoya gute Ergebnisse. Danach begann sein Stern zu sinken. Im Juli 1969 erklärte er seinen Rücktritt.
Nach seinem Rückzug aus dem Sport gründete er 1970 den Ringerstall Kagamiyama-beya. 1996 starb er im Alter von 58 Jahren an Leberversagen.
Auf der Pressekonferenz am 21. Mai 2005 anlässlich seines eigenen altersbedingten Ausscheidens aus dem Sumōverband sagte Taihō: „Es gab Taihō, weil es Kashiwado gab. Es gab Kashiwado, weil es Taihō gab.“